# 許中
許中（1484年—？），字伯時，陝西漢中府金州洵陽縣人，民籍，明朝政治人物。

## 生平
正德五年（1510年）庚午科陝西鄉試第三十五名舉人，十二年（1517年）中式丁丑科會試第一百五十六名，三甲第一百九十五名進士。戶部觀政，授行人司行人，升山東道監察御史，巡按江西，嘉靖四年（1525年）三月論劾兩廣總督盛應期暴虐，九月與禮科左給事中韓楷查盤邊餉，論劾前宣府巡撫李鐸侵費官銀，後罷職歸里。

## 家族
曾祖許剛；祖父許善；父許亮，典史。母田氏。永感下。弟許庸。